# Li Ting sr.
Dit is een Chinese naam; de familienaam is Li.
Li Ting (Chinees: 李婷) (Wuhan, 5 januari 1980) is een voormalig professioneel tennisspeelster uit China.
Reeds in 1996 (dus vier jaar voor zij beroepsspeelster werd) nam zij deel aan zowel het ITF- als het WTA-toernooi van Peking in het enkelspel. Het jaar daarop begon zij ook aan het dubbelspel, samen met haar landgenote Ding Ding.
Zelfs nadat zij in 2000 tennisprof werd, bleef Li Ting studeren aan de Huazhong Technische Universiteit van Wuhan, waar zij in 2002 afstudeerde.
Haar successen lagen voornamelijk op het terrein van het dubbelspel. Zij speelde in eerste instantie met een reeks verschillende Chinese partners, waaronder Li Na (1999–2003). Sinds 2004 speelde zij voornamelijk samen met Sun Tiantian. Op de Olympische Spelen van 2004 behaalden zij een gouden medaille. Daarnaast won dit koppel tijdens de periode 2003–2006 acht dubbelspeltitels op WTA-toernooien.
In de periode 1996–2005 maakte zij deel uit van het Chinese Fed Cup-team – zij behaalde daar een winst/verlies-balans van 15–6.
Haar beste resultaat op de grandslamtoernooien is het bereiken van de kwartfinale, op Roland Garros 2005, met Sun Tiantian aan haar zijde. Haar hoogste notering op de WTA-ranglijst is de negentiende plaats, die zij bereikte in oktober 2004.
In 2007 stopte Li Ting met het professioneel tennisleven. Zij doet wetenschappelijk onderzoek aan voornoemde Huazhong Universiteit, en publiceerde in april 2011 een artikel in het Journal of Biomedical Optics.

## Posities op deWTA-ranglijst
Positie per einde seizoen:
| jaar | rang enkelspel | rang dubbelspel |
| ---- | -------------- | --------------- |
| 1998 | 377            | 221             |
| 1999 | 440            | 307             |
| 2000 | 325            | 88              |
| 2001 | 537            | 324             |
| 2002 | 807            | 255             |
| 2003 | 436            | 48              |
| 2004 | 168            | 29              |
| 2005 | 173            | 36              |
| 2006 | 266            | 31              |

## Palmares
| Legenda                |
| ---------------------- |
| Grandslamtoernooi      |
| Olympische Spelen      |
| Year-End Championships |
| Tier I                 |
| Tier II                |
| Tier III               |
| Tier IV & V            |

### WTA-finaleplaatsen enkelspel
geen

### WTA-finaleplaatsen vrouwendubbelspel
| nr.              | finale     | toernooi       | ondergrond | partner      | tegenstandsters                          | score         |         |
| ---------------- | ---------- | -------------- | ---------- | ------------ | ---------------------------------------- | ------------- | ------- |
| gewonnen finales |            |                |            |              |                                          |               |         |
| 1.               | 2000-06-18 | WTA Tasjkent   | hardcourt  | Li Na        | Iroda Tulyaganova Hanna Zaporozjanova    | 3-6, 6-2, 6-4 | details |
| 2.               | 2003-06-14 | WTA Wenen      | gravel     | Sun Tiantian | Yan Zi Zheng Jie                         | 6-3, 6-4      | details |
| 3.               | 2003-11-02 | WTA Québec     | tapijt (i) | Sun Tiantian | Els Callens Meilen Tu                    | 6-3, 6-3      | details |
| 4.               | 2003-11-09 | WTA Pattaya    | hardcourt  | Sun Tiantian | Wynne Prakusya Angelique Widjaja         | 6-4, 6-3      | details |
| 5.               | 2004-08-22 | O.S. Athene    | hardcourt  | Sun Tiantian | Conchita Martínez Virginia Ruano Pascual | 6-3, 6-3      | details |
| 6.               | 2004-10-03 | WTA Guangzhou  | hardcourt  | Sun Tiantian | Yang Shujing Yu Ying                     | 6-4, 6-1      | details |
| 7.               | 2005-05-01 | WTA Estoril    | gravel     | Sun Tiantian | Michaëlla Krajicek Henrieta Nagyová      | 6-3, 6-1      | details |
| 8.               | 2006-02-12 | WTA Pattaya    | hardcourt  | Sun Tiantian | Yan Zi Zheng Jie                         | 3-6, 6-1, 7-6 | details |
| 9.               | 2006-05-07 | WTA Estoril    | gravel     | Sun Tiantian | Gisela Dulko María Sánchez Lorenzo       | 6-2, 6-2      | details |
| 10.              | 2006-10-01 | WTA Guangzhou  | hardcourt  | Sun Tiantian | Vania King Jelena Kostanić               | 6-4, 2-6, 7-5 | details |
| verloren finales |            |                |            |              |                                          |               |         |
| 1.               | 2003-10-12 | WTA Tasjkent   | hardcourt  | Sun Tiantian | Joelija Bejhelzymer Tatjana Poetsjek     | 3-6, 6-7      | details |
| 2.               | 2004-02-21 | WTA Haiderabad | hardcourt  | Sun Tiantian | Liezel Huber Sania Mirza                 | 6-7, 4-6      | details |
| 3.               | 2005-02-12 | WTA Haiderabad | hardcourt  | Sun Tiantian | Yan Zi Zheng Jie                         | 4-6, 1-6      | details |
| 4.               | 2006-03-05 | WTA Doha       | hardcourt  | Sun Tiantian | Daniela Hantuchová Ai Sugiyama           | 4-6, 4-6      | details |

## Resultaten grandslamtoernooien
| Legenda | Legenda                          |
| ------- | -------------------------------- |
| g.t.    | geen toernooi gehouden           |
| l.c.    | lagere categorie                 |
| –       | niet deelgenomen                 |
| G       | uitgeschakeld in de groepsfase   |
| 1R      | uitgeschakeld in de eerste ronde |
| 2R      | uitgeschakeld in de tweede ronde |
| 3R      | uitgeschakeld in de derde ronde  |
| 4R      | uitgeschakeld in de vierde ronde |
| KF      | uitgeschakeld in de kwartfinale  |
| HF      | uitgeschakeld in de halve finale |
| F       | de finale verloren               |
| W       | het toernooi gewonnen            |
| w-v     | winst/verlies-balans             |

### Enkelspel
| toernooi        | 2005 | 2006 |
| --------------- | ---- | ---- |
| Australian Open | 1R   | 1R   |
| Roland Garros   | –    | –    |
| Wimbledon       | –    | –    |
| US Open         | –    | –    |

### Vrouwendubbelspel
| toernooi        | 2000 | 2001 |    | 2003 | 2004 | 2005 | 2006 | 2007 |
| --------------- | ---- | ---- | -- | ---- | ---- | ---- | ---- | ---- |
| Australian Open | –    | 1R   | 1R | 3R   | 3R   | 3R   | 1R   |      |
| Roland Garros   | –    | –    | –  | 2R   | KF   | 2R   | –    |      |
| Wimbledon       | –    | –    | –  | 1R   | –    | 1R   | –    |      |
| US Open         | 2R   | –    | 1R | –    | 3R   | 1R   | –    |      |